# NGC 1545
NGC 1545 (другое обозначение — OCL 399) — рассеянное звёздное скопление в созвездии Персея. Открыто Уильямом Гершелем в 1790 году.
Этот объект входит в число перечисленных в оригинальной редакции «Нового общего каталога».
В красных гигантах, являющихся членами этого скопления, имеется дефицит элементов группы железа (металличность [Fe/H] = −0,13 ± 0,08), а также кислорода, углерода и лития, но содержание натрия и азота немного повышено. Возраст скопления около 90 млн лет.